# Alamo (Califòrnia)
Alamo és una concentració de població designada pel cens dels Estats Units a l'estat de Califòrnia. Segons el cens del 2000 tenia 15.626 habitants.

## Demografia
Segons el cens del 2000, Alamo tenia 15.626 habitants, 5.406 habitatges, i 4.573 famílies. La densitat de població era de 293,3 habitants per km².
Dels 5.406 habitatges en un 40,1% hi vivien nens de menys de 18 anys, en un 78,1% hi vivien parelles casades, en un 4,4% dones solteres, i en un 15,4% no eren unitats familiars. En l'11,5% dels habitatges hi vivien persones soles el 5,2% de les quals corresponia a persones de 65 anys o més que vivien soles. El nombre mitjà de persones vivint en cada habitatge era de 2,87 i el nombre mitjà de persones que vivien en cada família era de 3,1.
Per edats la població es repartia de la següent manera: un 27,6% tenia menys de 18 anys, un 3,9% entre 18 i 24, un 21,9% entre 25 i 44, un 34,4% de 45 a 60 i un 12,2% 65 anys o més.
L'edat mitjana era de 43 anys. Per cada 100 dones de 18 o més anys hi havia 94,3 homes.
La renda mitjana per habitatge era de 137.105 $ i la renda mitjana per família de 147.643 $. Els homes tenien una renda mitjana de 100.000 $ mentre que les dones 59.205 $. La renda per capita de la població era de 65.705 $. Entorn del 2,6% de les famílies i el 3,8% de la població estaven per davall del llindar de pobresa.

## Poblacions properes
El següent diagrama mostra les poblacions més properes.